# Aspidium conioneuron
Aspidium conioneuron là một loài thực vật có mạch trong họ Dryopteridaceae. Loài này được (Fée) Mett. miêu tả khoa học đầu tiên năm 1858.